# Piz Gannaretsch
Il Piz Gannaretsch (3.040 m s.l.m.) è una montagna del Massiccio del San Gottardo nelle Alpi Lepontine.

## Caratteristiche
La montagna è collocata sopra Sedrun, località di Tujetsch nel Canton Grigioni.
Sotto il massiccio del Gannaretsch transita la Galleria di base del San Gottardo.

## Salita alla vetta
Si può salire sulla montagna partendo dal Passo del Lucomagno.